# Ptinella bitumida
Ptinella bitumida es una especie de escarabajo del género Ptinella, tribu Ptinellini, familia Ptiliidae. Fue descrita científicamente por Johnson en 1982.

## Descripción
Mide 0,53-0,58 milímetros de longitud.

## Distribución
Se distribuye por Nueva Zelanda.